# Норус
Норус (кирг. Норус) — село в Ысык-Атинском районе Чуйской области Кыргызстана. Входит в состав Иссык-Атинского аильного округа. Код СОАТЕ — 41708 206 822 06 0.

## География
Село расположено в центральной части области, на северных склонах Киргизского хребта, на расстоянии приблизительно 20 километров (по прямой) к юго-юго-западу (SSW) от города Кант, административного центра района. Абсолютная высота — 1532 метра над уровнем моря.

## Население
| год     | 2009 | 2014 | 2015 |
| ------- | ---- | ---- | ---- |
| человек | 344  | 379  | 382  |